# Borysthenes mlanjensis
Borysthenes mlanjensis är en insektsart som beskrevs av Frederick Arthur Godfrey Muir 1923. Borysthenes mlanjensis ingår i släktet Borysthenes och familjen kilstritar. Inga underarter finns listade i Catalogue of Life.